# Галицький автозавод
ГалАЗ (Галицький автозавод) — українське автомобілебудівне підприємство у Львові. Завод розпочав свою роботу наприкінці 2005 року. Орієнтується на виробництво автобусів середнього класу. Засновником і власником автозаводу є ТзОВ «Міра і К» (м. Львів) — підприємство, яке займається пасажирськими перевезеннями.
У жовтні 2005 року підприємством було представлено автобус малого класу ГалАЗ-3207 «Вікторія». Автобус розроблений на шасі й агрегатах автомобіля ГАЗ-3310 «Валдай». Ще однією машиною заводу став ГалАЗ-3208 «Бізон» на шасі російської вантажівки ЗІЛ-5301 «Бичок». Однак, у зв'язку з припиненням роботи заводу ЗІЛ, постачання шасі вантажівки ЗІЛ-5301 для автобусів припинилися, і в серію пішов автобус середнього класу на шасі Mercedes-Benz Vario, що отримав назву ГалАЗ-3209.
У 2009 році завод призупинив свою роботу на невизначений час. Більшість фахівців підприємства перейшла на розташований поблизу завод «Стрий-Авто».

## Продукція

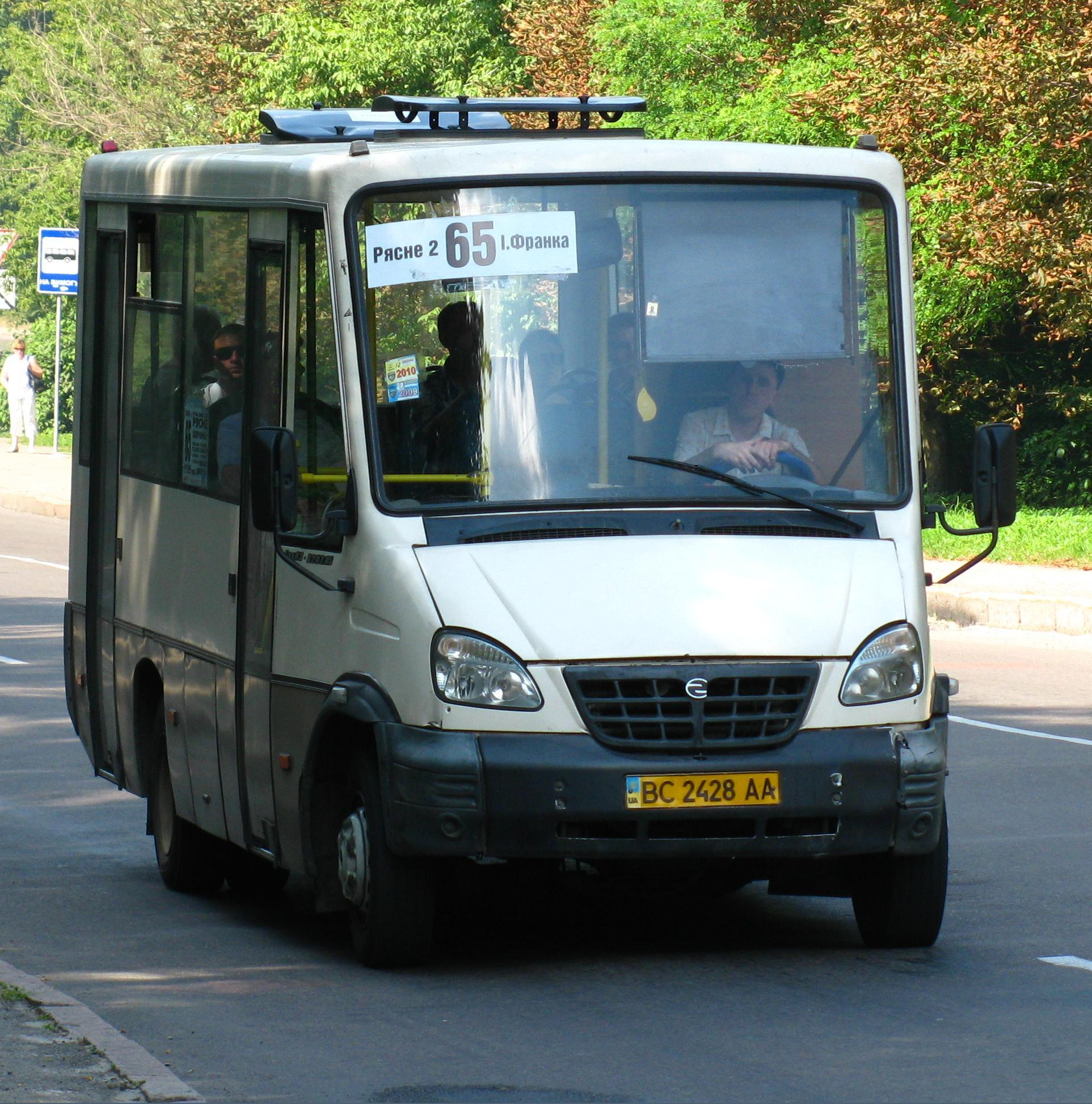
Автобус ГалАЗ-3207

Міські автобуси
- ГалАЗ-3207.05
- ГалАЗ-3207.60

Приміські автобуси
- ГалАЗ-3207.25
- ГалАЗ-3207.62

Міжміські автобуси
- ГалАЗ-3207.25
- ГалАЗ-3207.63

Автобуси на базі «Mercedes»
- ГалАЗ-3209.10
- ГалАЗ-3209.60[1]

## Зноски
1. ↑  Продукція Галицького автозаводу. Архів оригіналу за 6 лютого 2010. Процитовано 20 березня 2010.